# John Boynton Priestley
John Boynton Priestley (JB Priestley, J. B. Priestley), (ur. 13 września 1894 w Bradford, zm. 13 sierpnia 1984 w Stratford-upon-Avon) – angielski pisarz.

## Życiorys
Wykształcenie odebrał w Trinity Hall na Uniwersytecie Cambridge (Bachelor of Arts: 1919-21, Master of Arts: 1921). W lipcu 1953 ożenił się z Jacquettą Hawkes, pisarką i archeologiem.

## Utwory wydane w Polsce
- Bohater (Wonder Hero, 1933), z upoważnienia aut. przeł. J. P. Zajączkowski (pseud. Karoliny Beylin). Warszawa : "Rój", 1935
- Słońce świeci w sobotę (Daylight on Saturday, 1943), przeł. Maria Wisłowska. Warszawa : "Czytelnik", 1948
- Zaciemnienie w Gretley (Blackout in Gretley, 1942), tłum. Maria Wisłowska. Warszawa : Wydawnictwo "Prasa Wojskowa", 1948
- Jasny dzień (Bright Day, 1946), przeł. Maria Wisłowska. Warszawa : "Czytelnik", 1949
- W starym kraju (It's an Old Country, 1967), przeł. Wiesława Schaitterowa. Warszawa : "Czytelnik", 1970
- Kryzys u Carfittów (The Carfitt Crisis, 1975), z ang. przeł. Maria Zborowska. Warszawa : "Książka i Wiedza", 1980
- Znaleziono, zgubiono, znaleziono czyli Angielski sposób życia (Found, Lost, Found or the English Way of Life), z ang. przeł. Maria Zborowska. Warszawa : "Książka i Wiedza", 1980
- Poza miastem (Out of Town), z ang. przeł. Maria Zborowska. Poznań : Zysk i S-ka. Wydaw., 1994
- Londyn, z ang. przeł. Maria Zborowska. Poznań : Zysk i S-ka. Wydaw., cop. 1995 ; z ang. przeł. Maria Zborowska. Warszawa: "Książka i Wiedza", wyd 2: 1972.